# Wolf Alexander Hanisch
Wolf Alexander Hanisch (* 27. Mai 1963 in Kaufbeuren) ist ein deutscher Reisefeuilletonist und Buchautor.

## Leben
Der Diplom-Sozialwissenschaftler veröffentlichte von 1997 bis 2006 zahlreiche Reportagen für das Reiseblatt der Frankfurter Allgemeinen Zeitung. Seit 2002 ist Wolf Alexander Hanisch regelmäßiger Autor des Reiseteils der Wochenzeitung Die Zeit, in deren Auftrag er kontinuierlich Reisen in alle Weltgegenden unternimmt. Sein bisher aufwändigstes Projekt war das Buch „Panamericana - Abenteuer zwischen Alaska und Feuerland“ (2005), für das Hanisch zusammen mit dem Fotografen Peter Gebhard vom Polarmeer Nordkanadas bis nach Feuerland fuhr. In dem Band beschrieb er die vielfältige Lebenswelt entlang der legendären Strecke. In den neunziger Jahren publizierte Hanisch, der in Köln auch ein Textbüro unterhält, u. a. zwei satirische Bücher bei Rowohlt.

## Schriften
Bücher
- „Sie müssen nur die Welle durch die Tülle schieben“, Rowohlt, Reinbek 1993, ISBN 3-499-13287-7
- Kohl oder Rotkohl – das unentbehrliche Handbuch zur Wahl, Rowohlt, Reinbek 1994, ISBN 3-499-13543-4
- mit Peter Gebhard: Panamericana – Abenteuer zwischen Alaska und Feuerland, Frederking & Thaler, München 2005, ISBN 3-89405-642-8

Reisereportagen
Auswahl an Zeit-Artikeln:
- Könige ohne Thron (Mexiko) Artikel in der Zeit 2003
- Oh James! (Indien) Artikel in der Zeit 2005
- Karma aus dem Blechnapf (Bombay) Artikel in der Zeit 2006
- Mein lieber Schwan (Neuschwanstein) Artikel in der Zeit 2006
- Das Übermaß aller Dinge (Shanghai) Artikel in der Zeit 2006
- Mit Aldi nach Amerika (USA) Artikel in der Zeit 2007
- Das erste Meer (Algarve) Artikel in der Zeit 2007
- Auf jeden Fall! (Allgäu) Artikel in der Zeit 2008
- Hummer gefällig? Gelbe Fahnen hissen (Karibik) Artikel in der Zeit 2008
- Darf's ein bisschen Meer sein? (Dubai) Artikel in der Zeit 2008
- Party mit den Ahnen (Bali) Artikel in der Zeit 2009
- Ohne Worte – Besuch im Zisterzienserkloster Santa Maria de Poblet (Spanien) Artikel in der Zeit 2012
- Ich war noch niemals...in Paris Artikel in der Zeit 2016